# Câmpia Turzii
Câmpia Turzii (ungarsk: Aranyosgyéres; tysk: Jerischmarkt) er en by i Cluj distrikt, Transsylvanien i Rumænien. Câmpia Turzii har 20.590(2021) indbyggere.
Byen opstod i 1925 ved foreningen af landsbyerne Ghireṣ og Sâncrai. Datoen 1219 på byens våben hentyder til den første omtale af Sâncrai, under det latinske navn "villa Sancti Regis".
Michael den Tapre, Rumæniens nationalhelt, blev myrdet her i 1601.